# Composti aromatici
I composti aromatici (o areni), in chimica, indicano tutti i composti organici che contengono uno o più anelli aromatici nella loro struttura.  L'aggettivo aromatico deriva dal fatto che i primi composti di questa classe a essere scoperti e identificati in passato possedessero odori intensi e caratteristici; inoltre la presenza dei succitati anelli conferisce loro reattività particolari, molto diverse da quelle dei composti alifatici aventi peso molecolare e gruppi funzionali simili.

## Descrizione
L'aromaticità può essere definita come l'abbassamento di energia dello stato fondamentale della molecola dovuto alla delocalizzazione degli elettroni π sull'intera molecola. Gli orbitali π nascono dalla mutua interazione di orbitali p degli atomi dell'anello; la delocalizzazione degli elettroni negli orbitali π che in tal modo si formano porta alla comparsa di due regioni di densità elettronica sopra e sotto il piano della molecola, di forma e simmetria toroidale. 

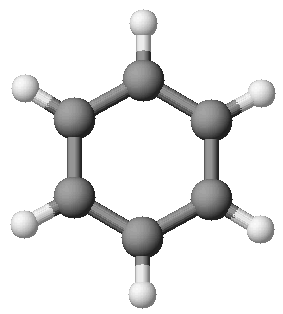
Modello della molecola del benzene

Un anello aromatico è un sistema ciclico a struttura planare in cui tutti gli atomi coinvolti condividono tramite i loro orbitali p un totale di 4n+2 elettroni, dove n è un intero non negativo (regola di Hückel). Quest'ultimo requisito equivale a dire che le coppie elettroniche complessive in orbitali di tipo p (legami doppi + coppie solitarie) devono essere in numero dispari (2n+1).
Tale configurazione risulta particolarmente stabile, al punto che, benché la formula bruta dei composti aromatici possa far pensare ad una elevata presenza di doppi e tripli legami, la reattività dei composti aromatici è completamente diversa da quella degli alcheni e degli alchini. Mentre questi ultimi tendono a reagire addizionando atomi a sé, gli anelli aromatici tendono invece a preservarsi, favorendo reazioni di sostituzione.
Capostipite dei composti aromatici è il benzene, avente formula bruta C6H6. La sua struttura è planare e presenta i sei atomi di carbonio disposti ai vertici di un esagono regolare; i legami tra due atomi di carbonio vicini sono intermedi - in termini di lunghezza e di forza - tra un legame singolo ed un legame doppio.
Ogni atomo di carbonio è legato ad altri due e ad un idrogeno tramite i suoi tre orbitali ibridi sp2; il quarto elettrone spaiato è in un orbitale p, con l'asse perpendicolare al piano della molecola. 
In termini di orbitali molecolari, l'interazione mutua di 6 orbitali p porta alla formazione di 6 orbitali molecolari π, 3 leganti e 3 antileganti. Tutti quanti formano due regioni toroidali sopra e sotto il piano dell'anello. Essendo 6 gli elettroni da sistemare, questi vanno nei 3 orbitali π leganti, cioè nei 3 orbitali molecolari ad energia più bassa rispetto a quella degli orbitali p (atomici) di partenza, lasciando vuoti gli altri 3 antileganti.
In termini di teoria del legame di valenza, la struttura del benzene può essere considerata come un ibrido di risonanza tra più strutture simili (in figura sono riportate le due principali, dette strutture di Kekulé).
La reattività e la stabilità tipiche dei composti aromatici non sono limitate agli idrocarburi. Anche i cosiddetti composti eterociclici, cioè composti ciclici il cui anello è formato anche da atomi diversi dal carbonio, possono essere aromatici. È il caso, ad esempio, del pirrolo (C4H5N), il cui anello è un sistema aromatico a sei elettroni: uno da ciascun atomo di carbonio e due dall'azoto. Anche anelli simili a cinque termini con un atomo di O (furano) e S (tiofene) hanno discreto carattere aromatico.

## Principali composti aromatici

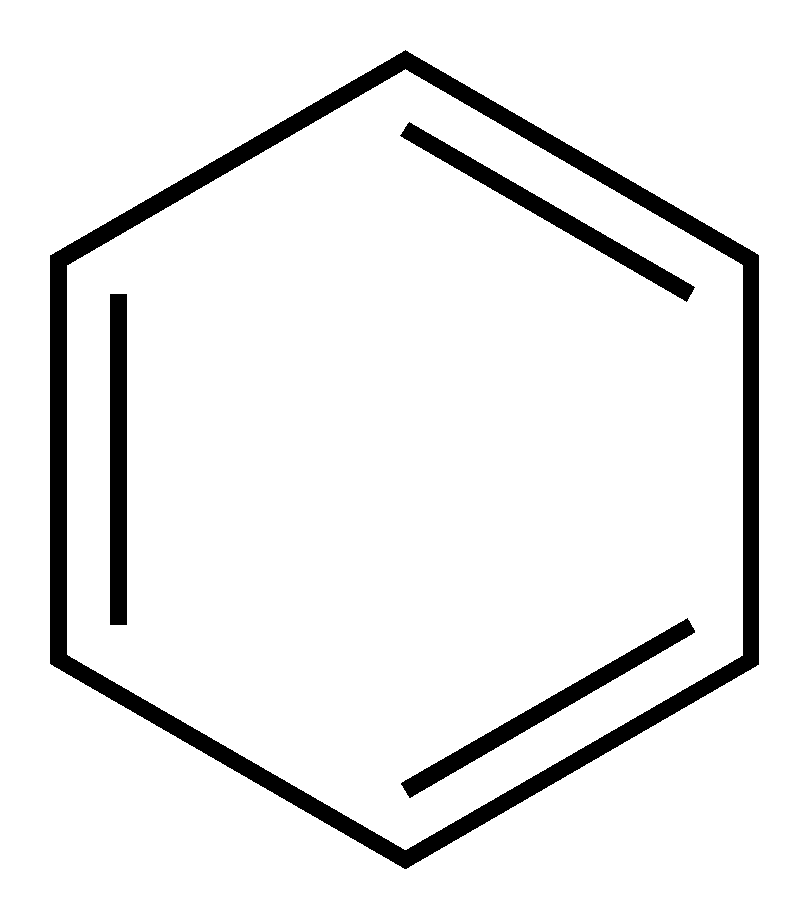
Benzene
Toluene
Etilbenzene
Cumene
Para-xilene
Meta-xilene
Orto-xilene
Mesitilene
Durene
Bifenile
Fenolo
Anilina
Benzaldeide
Acido benzoico
Benzammide
Acetofenone

## Chimica dei composti aromatici
I composti chimici contenenti anelli benzenici sono, come già detto, relativamente più stabili dei corrispondenti alcheni e di conseguenza tendono a reagire in maniera differente, attraverso reazioni che tendono a preservare l'integrità dell'anello aromatico e la stabilità che ne consegue. Prendiamo ad esempio l'addizione di cloro al benzene:
Se la reazione dovesse avvenire secondo il meccanismo numero uno (addizione al doppio legame), la molecola perderebbe la stabilità conferitale dal sistema aromatico. Attraverso il meccanismo due (sostituzione), è conservata la stabilità aromatica. I composti aromatici quindi non subiscono preferenzialmente, come per gli alcheni, reazioni di addizione elettrofila, ma di sostituzione elettrofila.
Si noti che nella reazione non si è tenuto conto della presenza di un catalizzatore (AlCl3, FeBr3) che è indispensabile per fare avvenire la reazione e, a rigore, andrebbe scritto.

### Reazioni di sostituzione elettrofila
Sono le più caratteristiche reazioni degli areni ed avvengono quando essi reagiscono con agenti elettrofili. Tali reagenti possono essere sia ioni positivi (E+) che specie elettron-deficienti con una parziale carica positiva.
Alcune tipiche reazioni di sostituzione elettrofila aromatica sull'anello benzenico sono:
- Alogenazione

```
          FeX
3

C
6
H
6
 + X
2
 -----> C
6
H
5
-X + HX
```

dove X rappresenta un alogeno.
- Nitrazione

```
            H
2
SO
4

C
6
H
6
 + HNO
3
 ------> C
6
H
5
-NO
2
 + H
2
O
```

- Solfonazione

```
             SO
3

C
6
H
6
 + H
2
SO
4
 ----> C
6
H
5
-SO
3
H + H
2
O
```

- Alchilazione di Friedel-Crafts

```
            AlCl
3

C
6
H
6
 + R-Cl ------> C
6
H
5
-R + HCl
```

dove R rappresenta un radicale alchilico.
- Acilazione di Friedel-Crafts

```
             AlCl
3

C
6
H
6
 + R-C=O ------> C
6
H
5
-C=O + HCl
         |                |
         Cl               R
```

dove R rappresenta un radicale alchilico.